# Henry Martín
Henry Martín (Mérida, 1992. november 18. –) a mexikói válogatott olimpiai bronzérmes labdarúgója, aki 2018 óta a Club Américában játszik támadóként.

## Pályafutása

### Klubcsapatokban
2013-tól szülővárosában játszott a másodosztályú Venados FC-ben, majd a következő évben bemutatkozott az első osztályban is a Club Tijuana színeiben. Itt 2017-ig maradt, majd a fővárosi América játékosa lett. Az Américával a 2018-as Apertura szezonban bajnoki címet szerzett, és a különböző idényekben a góllövőlistákon is gyakran szerepelt előkelő helyen.

### A válogatottban
A felnőtt válogatottban először 22 évesen, 2015. szeptember 4-én, egy Trinidad és Tobago elleni barátságos mérkőzésen lépett pályára, de ezek után több mint két évig nem kapott újra lehetőséget, majd 2018-ban is csak néhányszor, de 2020-tól már rendszeres kerettag, igaz, többnyire csak csereként lépett pályára, vagy ha kezdő volt, lecserélték. Tagja volt a 2020-ban a tokiói olimpián bronzérmet nyert válogatottnak, és játszott világbajnoki selejtezőket is. 2022-ben beválogatták a világbajnokságon szereplő mexikói keretbe is.

#### Mérkőzései a válogatottban
| Mexikó | Mexikó               | Mexikó                                          | Mexikó           | Mexikó   | Mexikó              | Mexikó                   | Mexikó | Mexikó             |
| #      | Dátum                | Helyszín                                        | Hazai            | Eredmény | Vendég              | Kiírás                   | Gólok  | Esemény            |
| ------ | -------------------- | ----------------------------------------------- | ---------------- | -------- | ------------------- | ------------------------ | ------ | ------------------ |
| 1.     | 2015. szeptember 4.  | Sandy, Rio Tinto Stadium                        | Mexikó           | 3 – 3    | Trinidad és Tobago  | barátságos               | 0      | 53'                |
| 2.     | 2018. január 31.     | San Antonio, Alamodome                          | Mexikó           | 1 – 0    | Bosznia-Hercegovina | barátságos               | 0      | 73'                |
| 3.     | 2018. október 11.    | San Nicolás de los Garza, Estadio Universitario | Mexikó           | 3 – 2    | Costa Rica          | barátságos               | 1      | 46' 56'            |
| 4.     | 2018. október 16.    | Santiago de Querétaro, Estadio Corregidora      | Mexikó           | 0 – 1    | Chile               | barátságos               | 0      | 82'                |
| 5.     | 2018. november 20.   | Mendoza, Estadio Malvinas Argentinas            | Argentína        | 2 – 0    | Mexikó              | barátságos               | 0      | 82'                |
| 6.     | 2020. szeptember 30. | Mexikóváros, Estadio Azteca                     | Mexikó           | 3 – 0    | Guatemala           | barátságos               | 1      | 6' 70'             |
| 7.     | 2020. október 7.     | Amszterdam, Johan Cruijff Arena                 | Hollandia        | 0 – 1    | Mexikó              | barátságos               | 0      | 77'                |
| 8.     | 2020. november 17.   | Grác, Merkur Arena                              | Japán            | 0 – 2    | Mexikó              | barátságos               | 0      | 64'                |
| 9.     | 2021. május 29.      | Arlington, AT&T Stadion                         | Mexikó           | 2 – 1    | Izland              | barátságos               | 0      |                    |
| 10.    | 2021. június 3.      | Denver, Empower Field at Mile High              | Mexikó           | 0 – 0    | Costa Rica          | CONCACAF Nemzetek Ligája | 0      | 58'                |
| 11.    | 2021. június 6.      | Denver, Empower Field at Mile High              | Egyesült Államok | 3 – 2    | Mexikó              | CONCACAF Nemzetek Ligája | 0      | 66'                |
| 12.    | 2021. június 12.     | Atlanta, Mercedes-Benz Stadion                  | Mexikó           | 0 – 0    | Honduras            | barátságos               | 0      | 69'                |
| 13.    | 2021. június 30.     | Nashville, Nissan Stadion                       | Mexikó           | 3 – 0    | Panama              | barátságos               | 1      | 91'                |
| 14.    | 2021. szeptember 2.  | Mexikóváros, Estadio Azteca                     | Mexikó           | 2 – 1    | Jamaica             | vb-selejtező             | 1      | 81' 89'            |
| 15.    | 2021. szeptember 5.  | San José, Costa Rica-i Nemzeti Stadion          | Costa Rica       | 0 – 1    | Mexikó              | vb-selejtező             | 0      | 71'                |
| 16.    | 2021. szeptember 8.  | Panamaváros, Estadio Rommel Fernández           | Panama           | 1 – 1    | Mexikó              | vb-selejtező             | 0      | 46'                |
| 17.    | 2022. január 27.     | Kingston, Függetlenség Park                     | Jamaica          | 1 – 2    | Mexikó              | vb-selejtező             | 1      | 71' 81'            |
| 18.    | 2022. január 30.     | Mexikóváros, Estadio Azteca                     | Mexikó           | 0 – 0    | Costa Rica          | vb-selejtező             | 0      | 62'                |
| 19.    | 2022. március 27.    | San Pedro Sula, Estadio Olímpico Metropolitano  | Honduras         | 0 – 1    | Mexikó              | vb-selejtező             | 0      | 81'                |
| 20.    | 2022. március 30.    | Mexikóváros, Estadio Azteca                     | Mexikó           | 2 – 0    | Salvador            | vb-selejtező             | 0      | 63'                |
| 21.    | 2022. május 28.      | Arlington, AT&T Stadion                         | Mexikó           | 2 – 1    | Nigéria             | barátságos               | 0      | 67'                |
| 22.    | 2022. június 11.     | Torreón, Estadio TSM Corona                     | Mexikó           | 3 – 0    | Suriname            | CONCACAF Nemzetek Ligája | 1      | 40' (11-esből) 63' |
| 23.    | 2022. június 14.     | Kingston, Függetlenség Park                     | Jamaica          | 1 – 1    | Mexikó              | CONCACAF Nemzetek Ligája | 0      | 76'                |
| 24.    | 2022. szeptember 24. | Pasadena, Rose Bowl                             | Mexikó           | 1 – 0    | Peru                | barátságos               | 0      | 62'                |
| 25.    | 2022. szeptember 27. | Santa Clara, Levi’s Stadium                     | Mexikó           | 2 – 3    | Kolumbia            | barátságos               | 0      | 60'                |
| 26.    | 2022. november 9.    | Gerona, Estadio Montilivi                       | Mexikó           | 4 – 0    | Irak                | barátságos               | 0      | 46'                |
| 27.    | 2022. november 16.   | Gerona, Estadio Montilivi                       | Mexikó           | 1 – 2    | Svédország          | barátságos               | 0      | 46'                |
| 28.    | 2022. november 22.   | Doha, 974 Stadion                               | Mexikó           | 0 – 0    | Lengyelország       | vb-csoportkör            | 0      | 71'                |
| 29.    | 2022. november 30.   | Loszaíl, Loszaíli Nemzeti Stadion               | Szaúd-Arábia     | 1 – 2    | Mexikó              | vb-csoportkör            | 1      | 47' 77'            |
|        | Összesen             |                                                 |                  | 29       | mérkőzés            |                          | 7      | gól                |